# Maurizio Galbaio
Maurizio Galbaio est le 7e doge de Venise élu en 764 ainsi que magister militum de Venise.

## Biographie
Maurizio est issu d'une famille d'humbles paysans d'Eraclea, ville qui en cette période est surtout favorable à l'empire byzantin alors que Malamocco, siège du duché, tend à se rapprocher des Francs. Il est probable que Maurizio comptait sur l'appui de Byzance pour résister aux visées du pape, l'influence des Lombards en Italie étant en baisse. Il obtient, de l'Empereur d'Orient Léon IV, deux titres celui de magister militum et de hypatus (consul), ce qui provoque la réaction de Didier : celui-ci reniant l'engagement auprès des Francs (Charlemagne est désormais retourné au-delà des Alpes) de défendre l'Église, attaque les territoires de l'Église de Rome et l'Istrie cherchant à recréer un royaume d'Italie. Didier fait prisonnier le fils du Doge, Giovanni, et le garde comme otage. Le Pape comme le Doge envoient des ambassadeurs auprès de Charlemagne pour le convaincre de revenir et rétablir le statu quo et libérer le fils du Doge.
Après avoir battu les Lombards, Charlemagne ne restitue par les terres de l'Église mais il les revendique pour soi-même, se révélant pour Venise un voisin encore plus envahissant que Didier. Les craintes concernant les Francs se confirment et le Doge crée des liens toujours plus étroits avec Byzance. Pendant l'absence de l'Empereur, celui-ci associe au Doge son fils Giovanni comme corégent. Pendant ce temps, Charlemagne forme le projet de créer le Saint-Empire romain et en raison des querelles avec le Pape, les Vénitiens subissent toujours plus de dommages. En 785 tous les marchands vénitiens sont expulsés des ports de la Pentapole qui viennent d'entrer dans les domaines pontificaux (par le traité de Quierzy) avec l'accusation de faire le commerce d'esclaves et d'eunuques, leurs biens sont confisqués. La politique pro-byzantine de Maurizio ne permet pas de s'opposer à ses vexations et son prestige s'en ressent rapidement : il réussit à éviter le triste sort de ces prédécesseurs et meurt de mort naturelle, confiant le titre de doge à son fils Giovanni avec le consentement de l'empereur et après avoir tenté de rendre héréditaire la charge de doge.
Durant cette période, les Vénitiens occupent progressivement les îles du Rialto. Sur la petite île de Olivolo (actuellement Castello), l'église de Saint Serge et Bacchus est consacrée qui devient la basilique San Pietro di Castello, siège épiscopal jusqu'en 1807.
Les chroniqueurs donneront à ce Maurizio par la suite le nom de Galbaio.

## Sources
- (it) Cet article est partiellement ou en totalité issu de l’article de Wikipédia en italien intitulé « Maurizio Galbaio » (voir la liste des auteurs).

- (en) Cet article est partiellement ou en totalité issu de l’article de Wikipédia en anglais intitulé « Maurizio Galbaio » (voir la liste des auteurs).